# 하노이 비어
하노이 맥주(베트남어: Bia Hà Nội)는 베트남 하노이에서 생산되는 맥주 브랜드이다. 칼스버그가 부분적으로 소유한 국영 회사 하베코의 브랜드이다. 1890년에 처음 출시되었다.
로고에는 두 마리의 곰 사이에 못꼿 사원이 그려져 있다.